# 나카노구
나카노구(일본어: 中野区 나카노쿠[*])는 일본 도쿄도에 있는 특별구 중 하나이다.
일본의 지자체 중 도시마구와 함께 1 km2당 인구밀도가 20,000명 이상인 자치체이며, 동시에 일본에서 인구밀도가 가장 높은 자치체이다.

## 지리
나카노구는 다섯 개의 특별구(동쪽으로 신주쿠구, 서쪽으로는 스기나미구, 남쪽으로는 시부야군, 북쪽으로는 네리마구, 북서쪽으로는 도시마구와 접한다.)에 둘러싸여 있다. 나카노는 분주한 신주쿠 지역의 바로 서쪽에 놓여 있다.
강으로는 간다강, 묘쇼지강, 젠푸쿠지강, 아라타마 수도가 있다.

## 개요
옛 도쿄부 히가시타군(東多摩郡)의 동쪽 절반에 해당한다. 도쿄도 서부, 도쿄도 구부의 서쪽에 있으며, 지형적으로는 무사시노 대지의 한 부분이다.
철도 교통으로는 다마 지역과 도쿄 도심 및 부도심을 연결하는 위치에 있으며, JR 주오선 및 상호 직통 운행하는 도쿄 메트로 도자이선 외에 세이부 신주쿠선, 도쿄 메트로 마루노우치선과 동서로 철도가 지나간다. 구청과 나카노 브로드웨이, 나카노 선몰 상가 등이 있는 나카노역 주변은 번화가이며, 더 큰 번화가인 신주쿠와는 철도 및 노선버스로, 이케부쿠로와 시부야와는 노선버스로 연결되어 있어 편리성이 높다.
산업은 에도 시대에는 밭농사를 중심으로 한 근교 농업과 제분, 된장-간장 양조 등 식품 산업이 발달하여 에도마치 시민의 활발한 식료품 소비를 지탱하는 위치에 있었다. 메이지 중기 이후 도심에서 온 전입자 등으로 인구가 증가했다. 특히 1923년 간토 대지진 이후 아사쿠사에서 아라이야쿠사 주변으로 불교 사원의 이전이 시작되었고, 인근의 오치아이장례식장(신주쿠구 가미오치아이)과의 시너지 효과로 장례식 관련 산업도 발달했다. 제2차 세계 대전 이전에 히가시나카노 1, 2초메 일대는 제국군인의 거리로 알려져 있었다.
도쿄의 인구 증가와 함께 주택지화도 빠르게 진행되어 1960년대에는 농지가 거의 사라졌다. 메이지 시대 이후 공장도 어느 정도 들어섰지만, 기업 성곽마을과 같은 산업적 발전은 없었다. 그 외 상업, 오피스 거리로의 발전은 전후에 어느 정도 이루어졌지만, 도로망이 전반적으로 취약한 탓에 나카노역 주변은 도쿄 도심이나 신주쿠-이케부쿠로 부도심 지역, 나아가 도심에 인접한 구도심 지역만큼 대규모 상업지구화에는 이르지 못했다. 최근에는 신주쿠와 가까운 나카노사카가미 지구가 재개발되어 초고층 빌딩이 들어서고 컴퓨터, 소프트웨어 관련 기업들도 진출하면서 나카노사카가미는 '신주쿠 부도심'으로 불리고 있다. 나카노역 주변에서도 2012년에는 역 북서쪽의 경찰학교 부지가 재개발되어 '나카노 사계절의 도시'가 탄생했다. '카코이치조(囲町)', '나카노 신도심' 등으로 불리기도 한다.
주오선 연선 지구를 중심으로 전문학교가 다수 존재한다. 또한 1950년대 이후 많은 만화가들이 거주했기 때문에 지금도 인접한 스기나미구, 네리마구, 미타카시 등과 함께 만화-애니메이션 제작이 활발히 이루어지고 있으며, 일본 유수의 애니메이션 제작사 집적지이다.
인구밀도는 20,479.15명/km2(2015년 4월 1일 추산)로 일본 2위이다. 1위는 도쿄도 토시마구 22,569.41명/km2, 시 단위로는 사이타마현 와라비시 13,986.69명/km2가 가장 높다.
위와 같이 도로 도시 기반이 취약하여 2012년 4월 1일 기준 도로율은 12.8%로 23개 구 중 21위이다. 협폭원 도로율은 84.0%로 23개구 중 최하위이다. 또한 1인당 공원 면적률은 2012년 4월 1일 기준 1.33%로 도쿄 23개구 중 22위이다. 남부를 간다강이 동쪽으로 흐르는 것 외에는 큰 하천이 없고, 공원을 포함한 녹지가 적은 탓에 인구밀도가 높다.

## 역사
1932년 10월 1일에 노가타와 나카노의 정들이 도쿄시의 나카노구로 흡수되면서 설립되었다. 1947년 3월 15일에 연합군 점령 하에 도쿄도의 행정구역이 개정되면서 특별구가 되었다.

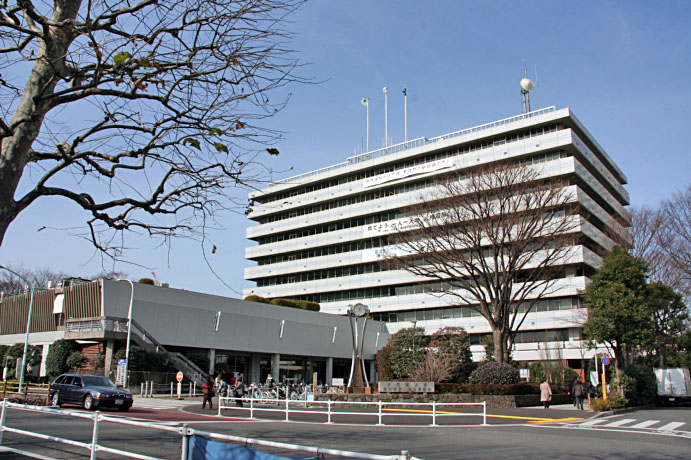
나카노구청

## 교통

### 도로
- 국도 4호선
- 국도 5호선
- 국도 8호선
- 국도 14호선
- 국도 25호선

### 일반국도
- 도쿄도도 제317호선
- 도쿄도도 제318호선
- 도쿄도도 제420호선
- 도쿄도도 제427호선

### 철도
- 도쿄도 교통국(도에이 지하철)
  - 오에도선
    - 나카노사카우에역~히가시나카노역~신에고타역
- 도쿄 메트로
  - 마루노우치선
    - (스기나미구)~신나카노역~나카노사카우에역~(신주쿠구)

  - 마루노우치선 지선
    - (스기나미구)~나카노후지미초역~나카노신바시역~나카노사카우에역

  - 도자이선
    - 나카노역~(신주쿠구)
- 동일본 여객철도
  - 주오 본선(주오 쾌속선·주오·소부 완행선)
    - 히가시나카노역~나카노역
- 세이부 철도
  - 신주쿠선
    - 아라이야쿠시마에역~누마부쿠로역~노가타역~도리쓰카세이역~사기노미야역